# Октябрьский (Камчатский край)
Октя́брьский — посёлок (в 1940—2010 годах — посёлок городского типа) в Усть-Большерецком районе Камчатского края России. Образует Октябрьское городское поселение.

## География
Расположен на западном побережье полуострова Камчатка, на косе между Охотским морем и рекой Большой.

## История
Статус посёлка городского типа — с 1940 года. До 2 января 1958 года носил название имени Микояна. В 2010 году стал сельским населённым пунктом.

## Октябрьское городское поселение
Статус и границы городского поселения установлены Законом Камчатской области от 22 октября 2004 года № 227 «Об установлении границ муниципальных образований, расположенных на территории Усть-Большерецкого района Камчатской области, и о наделении их статусом муниципального района, городского, сельского поселения».

## Население
| 1959  | 1970  | 1979  | 1989  | 2002  | 2009  | 2010  |
| ----- | ----- | ----- | ----- | ----- | ----- | ----- |
| 5500  | ↘3150 | ↗3854 | ↘3813 | ↘2331 | ↘2228 | ↘1720 |
| 2012  | 2013  | 2014  | 2015  | 2016  | 2017  | 2018  |
| ↘1688 | ↗1694 | ↘1685 | ↘1642 | ↘1620 | ↘1575 | ↗1590 |
| 2019  | 2020  | 2021  | 2023  |       |       |       |
| ↘1571 | ↘1534 | ↘1250 | ↘1225 |       |       |       |

## Климат
- Среднегодовая температура воздуха — 0,4 °C
- Относительная влажность воздуха — 80,6 %
- Средняя скорость ветра — 5,6 м/с

| Среднесуточная температура воздуха в Октябрьском по данным NASA | Среднесуточная температура воздуха в Октябрьском по данным NASA | Среднесуточная температура воздуха в Октябрьском по данным NASA | Среднесуточная температура воздуха в Октябрьском по данным NASA | Среднесуточная температура воздуха в Октябрьском по данным NASA | Среднесуточная температура воздуха в Октябрьском по данным NASA | Среднесуточная температура воздуха в Октябрьском по данным NASA | Среднесуточная температура воздуха в Октябрьском по данным NASA | Среднесуточная температура воздуха в Октябрьском по данным NASA | Среднесуточная температура воздуха в Октябрьском по данным NASA | Среднесуточная температура воздуха в Октябрьском по данным NASA | Среднесуточная температура воздуха в Октябрьском по данным NASA | Среднесуточная температура воздуха в Октябрьском по данным NASA |
| Янв                                                             | Фев                                                             | Мар                                                             | Апр                                                             | Май                                                             | Июн                                                             | Июл                                                             | Авг                                                             | Сен                                                             | Окт                                                             | Ноя                                                             | Дек                                                             | Год                                                             |
| −11,8 °C                                                        | −11,2 °C                                                        | −7,9 °C                                                         | −2,1 °C                                                         | 3,2 °C                                                          | 8,9 °C                                                          | 12,5 °C                                                         | 12,2 °C                                                         | 8,8 °C                                                          | 4,0 °C                                                          | −2,7 °C                                                         | −9,6 °C                                                         | 0,4 °C                                                          |
| --------------------------------------------------------------- | --------------------------------------------------------------- | --------------------------------------------------------------- | --------------------------------------------------------------- | --------------------------------------------------------------- | --------------------------------------------------------------- | --------------------------------------------------------------- | --------------------------------------------------------------- | --------------------------------------------------------------- | --------------------------------------------------------------- | --------------------------------------------------------------- | --------------------------------------------------------------- | --------------------------------------------------------------- |